# Palwal
Palwal ist eine Stadt (Municipal Council) im nordwestindischen Bundesstaat Haryana.
Die Stadt liegt 55 km südlich der Bundeshauptstadt Neu-Delhi. Palwal ist Verwaltungssitz des gleichnamigen Distrikts. Die Stadt hatte beim Zensus 2011 154.998 Einwohner.
Die nationale Fernstraße NH 2 führt über Faridabad nach Delhi sowie zum südlich gelegenen Agra.